# FreeType
FreeType（フリータイプ）は、フォントエンジンを実装したオープンソースのライブラリである。フォントラスタライズを中心に、フォント関連の様々な操作をサポートしている。
FreeType はあくまでもフォント関連のライブラリであって、テキストのレイアウトやグラフィックスの処理（色付きテキストのレンダリングなど）といった上位の API は提供しない。また、フォントの編集や追加もできない。しかし、フォントファイルの内容へのアクセスについて、抽象化された一様で扱いやすいインタフェースを提供することで、アプリケーションフレームワークにおける下位レベルのテキスト描画処理などの実装が容易になる。
TrueType、Type1フォント、OpenTypeなどのフォント形式をサポートしている。
FreeType のライセンス形態は、GNU General Public License または BSD License に似た独自のライセンスである。従って、このライブラリは商用か否かにかかわらず、任意のプロジェクトで使用可能である。ライセンスファイルに記された作者は David Turner、Robert Wilhelm、Werner Lemberg である。
SFMLなどの他のライブラリでも使用されている。FreeBSDやAndroid、iOSなどのオペレーティングシステムにおけるフォント描画にも採用されている。